# Gesalico
Gesalico dei Balti, Gesaleico in spagnolo e in portoghese, Gesaleic in catalano (... – Borgogna, 512 circa), è stato re dei Visigoti dal 507 al 510.

## Origine
Secondo il Diccionario biográfico español, Real Academia de la Historia, Gesalico era figlio illegittimo del Re dei Visigoti, Alarico II e di una sua concubina, di cui non conosciamo né il nome né gli ascendenti, che potrebbe essere di umili origini.

Ancora secondo il Diccionario biográfico español, Real Academia de la Historia, Alarico II era il figlio maschio del Re dei Visigoti, Eurico e di una principessa di sangue reale, Ragnilde, di cui non si conoscono gli ascendenti, che viene citata nelle Sidonius Apollinarius Epistulæ (reginæ Ragnahildæ).

In marrone il regno dei Visigoti, comprendente gran parte della penisola iberica e la Settimania, alla morte di Gesalico

## Biografia
Nel 507, il re dei Franchi, Clodoveo I, riuniti tutti i Franchi Salii, con un contingente fornito dai Franchi Ripuari, ed alleato dei Burgundi, mise insieme un notevole esercito che in primavera attraversò la Loira e marciò su Poitiers. Suo padre, Alarico II, era attestato nei pressi di Vouillé e cercò di rinviare lo scontro, in attesa degli alleati, gli Ostrogoti, che impegnati in Italia da una flotta bizantina (anche i Bizantini appoggiavano Clodoveo), stavano ritardando.

Alla fine, Alarico II, anziché ritirarsi, decise di combattere e fu sconfitto e ucciso personalmente dal re franco Clodoveo, nei pressi di Poitiers nella battaglia di Vouillé del 507, come riporta Gregorio di Tours, che aggiunge che il suo fratellastro, Amalarico, figlio legittimo di Alarico II, dovette fuggire in Spagna e Clodoveo conquistò Tolosa impadronendosi del tesoro del regno visigoto. 
Dopo la morte del padre, Gesalico venne eletto re dai nobili Visigoti a Narbona, nonostante l'opposizione del re degli Ostrogoti, Teodorico il Grande, che avrebbe preferito che sul trono andasse, anche se bambino, il figlio legittimo di Alarico II, Amalarico, che era suo nipote in quanto figlio di sua figlia, Teodegota.
Gesalico continuò la guerra contro i Franchi, ma senza successo; infatti i Franchi, nel 507, gli bruciarono la capitale Tolosa e sempre nello stesso anno gli alleati dei Franchi, i Burgundi, sotto la guida del loro re Gundobado, attaccarono la Settimania ed occuparono Narbona, per cui Gesalico passò i Pirenei e si stabilì a Barcino (l'attuale Barcellona), nuova capitale del regno, come riporta anche Isidoro di Siviglia.
Tra il 508 ed il 510 riuscì ad avere buoni rapporti con il regno ostrogoto, il cui re, Teodorico il Grande, contrastò i franchi e i Burgundi, occupò l'intera Provenza, che annesse al regno ostrogoto, anziché restituirla ai Visigoti.
Nel 510, Teodorico ordinò al generale Ibbas, che guidava il contingente Ostrogoto in Gallia di rioccupare la Settimania, riconquistando Narbona, Carcassonne e Nîmesed inoltre di cacciare da Barcellona Gesalico, che si rifugiò in Nordafrica, presso il regno dei Vandali, come riporta anche Isidoro di Siviglia.
Cercò l'aiuto dei Vandali per poter riappropriarsi del regno visigoto; ma non solo i Vandali gli negarono ogni aiuto, ma per rispetto di Teodorico gli imposero di lasciare il loro regno e Gesalico fece ritorno a Barcellona.
Nel frattempo a Barcino il generale Ibbas, a nome di Teodorico, aveva fatto eleggere Amalarico (di circa nove anni) re dei Visigoti.
Nel 511, Gesalico arrivò in Aquitania dove contava ancora parecchi amici ed approfittando sia del fatto che i Franchi non avevano ancora sottomesso completamente l'Aquitania che della benevolenza di Clodoveo I (re dei Franchi), egli riuscì ad occupare una parte del territorio ed a formare un esercito di Goti amici e di mercenari.
Nel 512, dopo la morte di Clodoveo, attraversò i Pirenei, invase il Tarraconense e si diresse a Barcino; ma a venti chilometri dalla città fu affrontato da Ibbas, che lo sconfisse. 
Fuggì in Settimania e si diresse verso la Burgundia, ma all'attraversamento del fiume Durance, venne catturato ed uccisoda truppe, molto probabilmente, ostrogote, che sostenevano il suo fratellastro Amalarico.
Il Chronica Regum Visigotthorum cita Gesalico, confermando che fu re per tre anni (Geselicus regnavit annos III); il Chronicon Albeldense conferma che Gesalico, figlio di Alarico II regnò 3 anni, sconfitto a Narbona da Gundobado, re dei Burgundi, fuggì a Barcellona, si recò dai Vandali, per chiedere aiuto, non ottenendolo, ritornò a Barcellona, dove fu fatto uccidere dal re d'Italia, Teodorico.

## Discendenza
Di Gesalico non si conosce né moglie né discendenti.

### Fonti primarie
- (LA)  Chronica Regum Visigotthorum, España Sagrada Tomo II.
- (LA)  Isidori Historia Gothorum, Wandalorum, Sueborum, De origine Gothorum.
- (LA)  Anastasii abbatis opera omnia.
- (LA)  Monumenta Germaniae Historica, Auctorum antiquissimorum, tomus VIII, Apollinaris Sidonii Epistulae et carmina.
- (LA)  "Saint+Gregory+(Bishop+of+Tours)"&printsec=frontcover #ES  Historia Francorum.

### Letteratura storiografica
- Rafael Altamira, La Spagna sotto i Visigoti, in «Storia del mondo medievale», vol. I, 1999, pp. 743-779
- Christian Pfister, La Gallia sotto i franchi merovingi: vicende storiche, in «Storia del mondo medievale», vol. I, 1999, pp. 688-711